# TPM! Meu Amor
TPM! Meu Amor é um filme brasileiro roteirizado por Jacqueline Vargas e dirigido por Eliana Fonseca, e estrelado por Paloma Bernardi. O filme é produzido pela Moonshot Pictures, coproduzido pela Star Original Productions e Claro e distribuído pela Galeria Distribuidora. O filme teve sua estreia em 31 de agosto de 2023 nos cinemas brasileiros.

## Sinopse
As terríveis crises de TPM da enfermeira Monique (Paloma Bernardi) pioram quando ela perde uma promoção no trabalho e se sente intimidada por seu chefe abusivo. Sem nenhum filtro, Monique decide cuidar de si mesma e fazer justiça com as próprias mãos.

## Elenco
- Paloma Bernardi como Monique
- Maria Bopp  como Carol
- Polly Marinho como Ausônia
- Tânia Alves como  Claudine
- Walter Breda como  Moura
- Rafael Zulu como  Júlio
- Iara Jamra como  Ivanir
- Dudu Pelizzari como Rômulo
- Teca Pereira como Leopoldina
- Lucélia Machiavelli como Tia Rita
- Norival Rizzo como  Anísio
- Eliana Fonseca como Amor
- Marisa Bezerra como Manú
- Rafa Maia como Sidney
- Maurício de Barros como Cleber
- Bárbara Luz como Nicole
- Jang Sin como Xanadú
- Maria da Paixão de Jesus como  Senhora
- Lizette Negreiros como Senhora
- Cecília Audi como Senhora
- Negra Li como Ela mesma
- MC Tha como  Ela mesma